# Hietasaari (ö i Lappland, Rovaniemi)
Hietasaari är en ö i Finland. Den ligger i vattendraget Ounasjoki och i kommunen Rovaniemi i den ekonomiska regionen  Rovaniemi ekonomiska region  och landskapet Lappland, i den norra delen av landet, 700 km norr om huvudstaden Helsingfors. Öns area är 0,7 hektar och dess största längd är 170 meter i nord-sydlig riktning.